# روس، ولز
روس (به انگلیسی: Rhoose) یک منطقهٔ مسکونی در بریتانیا است که در ویل آو گلامورگن واقع شده‌است. روس ۶٬۹۰۷ نفر جمعیت دارد.